# Rakita (Pleven)
Rakita (búlgaro: Ракѝта) es un pueblo de Bulgaria perteneciente al municipio de Chervén Bryag de la provincia de Pleven.
Se ubica junto al límite con la provincia de Lovech, unos 15 km al este de la capital municipal Chervén Bryag.
En las inmediaciones del pueblo hay restos de una calzada romana. En 1894 se abrió en la localidad la primera escuela secundaria de la zona, lo que permitió el crecimiento de la localidad en la primera mitad del siglo XX al acudir numerosos estudiantes de los pueblos de la zona. La altitud es de 231 m s. n. m.

## Demografía
En 2011 tenía 876 habitantes, de los cuales el 86,98% eran étnicamente búlgaros, el 2,85% gitanos y el 1,36% turcos.
En anteriores censos su población ha sido la siguiente:
| Gráfica de evolución demográfica de Rakita entre 1934 y 2011 |
|                                                              |